# Cassidulinidae
Cassidulinidae es una familia de foraminíferos bentónicos de la superfamilia Cassidulinoidea, del suborden Buliminina y del orden Buliminida. Su rango cronoestratigráfico abarca desde el Paleoceno hasta la Actualidad.

## Discusión
Clasificaciones previas incluían Cassidulinidae en el suborden Rotaliina y/o orden Rotaliida.

## Clasificación
Cassidulinidae incluye a las siguientes subfamilias y géneros:
- Subfamilia Cassidulininae
  - Anticleina
  - Cassidulina
  - Cassidulinella †
  - Cassidulinoides
  - Evolvocassidulina
  - Favocassidulina
  - Globocassidulina
  - Heterocassidulina
  - Islandiella
  - Lernella
  - Paracassidulina
  - Pseudocassidulinoides †
  - Stichocassidulina †
  - Subsidebottomina
  - Takayanagia
- Subfamilia Ehrenbergininae
  - Burseolina
  - Ehrenbergina
  - Reissia
- Subfamilia Orthoplectinae
  - Orthoplecta

Otros géneros considerados en Cassidulinidae son:
- Bradynella de la Subfamilia Cassidulininae, aceptado como Globocassidulina
- Cassandra de la Subfamilia Cassidulininae, aceptado como Islandiella
- Cassidulinitella de la Subfamilia Cassidulininae, aceptado como Globocassidulina
- Cassidulita de la Subfamilia Cassidulininae, aceptado como Islandiella
- Cassilamellina de la Subfamilia Cassidulininae, aceptado como Islandiella
- Cassisphaerina de la Subfamilia Ehrenbergininae, aceptado como Burseolina
- Cushmanulla de la Subfamilia Ehrenbergininae, aceptado como Burseolina
- Discoislandiella de la Subfamilia Cassidulininae, aceptado como Islandiella
- Entrochus de la Subfamilia Cassidulininae, aceptado como Cassidulina
- Lernina de la Subfamilia Cassidulininae, aceptado como Cassidulina
- Planocassidulina de la Subfamilia Cassidulininae, aceptado como Islandiella
- Rosaella de la Subfamilia Cassidulininae, aceptado como Islandiella
- Selenostomum de la Subfamilia Cassidulininae, aceptado como Cassidulina
- Smyrnella de la Subfamilia Cassidulininae, aceptado como Globocassidulina
- Sphaeroislandiella o Sphaeroislandyella de la Subfamilia Cassidulininae, aceptado como Globocassidulina
- Spiniferella de la Subfamilia Cassidulininae, aceptado como Globocassidulina